# Sleziník routička

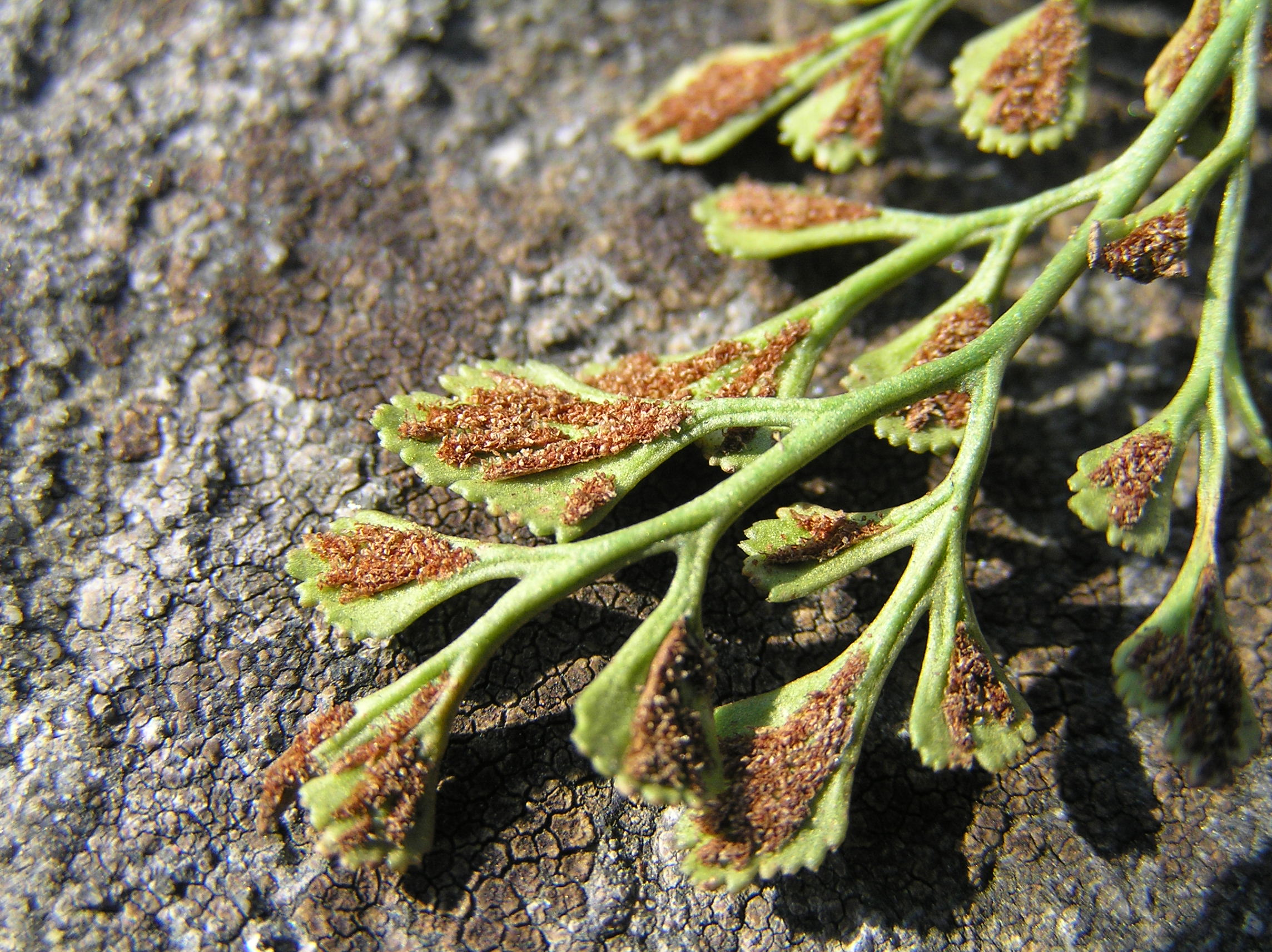
Výtrusnicové kupky na listech

Sleziník routička (Asplenium ruta-muraria) je kapradina vysoká 3–10 cm.

## Popis
Oddenek sleziníku routičky je vodorovný až slabě stoupavý, bohatě kořenující, článkovaný a hojně pokryt plevinami (tmavě zelené). Listy jsou uspořádány v hustém trsu, přezimující. Čepel je nejčastěji 2–3× zpeřená, trojúhelníkovitě vejčitá až kopinatá, v obrysu trojboká. Lístky jsou střídavé, krátce řapíkaté, tmavě šedozelené, v mládí žlaznaté, později lysé, podlouhle vejčité až kosníkovité. Dolní lístky jsou zpeřené, horní světle zelené lístky jsou celistvé, srpovitě dovnitř zahnuté, na okrajích mělce vroubkované s úzkým blanitým lemem. Řapík dosahuje větší délky než čepel, 4–7 cm, s výjimkou báze má tmavě zelenou barvu, je tuhý, v mládí žláznatý. Výtrusnicové kupky jsou podlouhle čárkovité, po 2–4 na jednom lístku a na žilkách později splývající, ostěry čárkovité, bělavé, na okrajích nepravidelně brvité. Výtrusy jsou elipsoidní až vejcovité.
Je to hemikryptofyt – pupeny jsou ve vegetačním klidu těsně nad zemí, chráněny odumřelou hmotou a sněhem proti mrazu.

## Rozšíření a stanoviště
Sleziník routička roste hojně na celém území ČR. Dále se vyskytuje v Evropě, mimotropické Asii, severní Africe a na východě Severní Ameriky. Sleziník routička pokrývá skalní štěrbiny, kamenité sutě (převážně vápence, dolomity, vápnité pískovce), kamenné a cihlové zdi.